# Ozero Maloje Beloje (sjö i Vitryssland)
Ozero Maloje Beloje (ryska: Озеро Малое Белое) är en sjö i Belarus.   Den ligger i voblasten Vitsebsks voblast, i den norra delen av landet, 230 km nordost om huvudstaden Minsk. Ozero Maloje Beloje ligger 147 meter över havet. Arean är 0,54 kvadratkilometer. Den ligger vid sjön Vozera Svіna. Den sträcker sig 1,9 kilometer i nord-sydlig riktning, och 0,8 kilometer i öst-västlig riktning.
I omgivningarna runt Ozero Maloje Beloje växer i huvudsak blandskog. Runt Ozero Maloje Beloje är det glesbefolkat, med 10 invånare per kvadratkilometer.